# Gaetano Badalamenti
Gaetano Badalamenti, född 14 september 1923, död 29 april 2004, var en mäktig medlem av sicilianska maffian. Badalamenti blev capofamiglia i hemstaden Cinisi, Sicilien, och ledde den sicilianska maffia kommissionen på 1970-talet. År 1987 dömdes han i USA till 45 års fängelse för att vara en av ledarna för den så kallade Pizza Connection, vilket var narkotikahandlare som använde pizzerior som fronter att dela ut heroin från 1975 till 1984.
Han flydde till Brasilien under 1980-talet, då han hade blivit hotad med döden av den dåvarande bossen Salvatore Riina.
1. 1 2  Gemeinsame Normdatei, läst: 6 maj 2014.[källa från Wikidata]